# Tasa Tobin
El impuesto sobre las transacciones financieras (ITF), llamado tasa Tobin a pesar de no ser una tasa, es un tipo de impuesto sobre las transacciones financieras propuesto por el economista estadounidense James Tobin en sus Janeway Lectures en la Universidad de Princeton en el año 1971. Este tipo de impuesto recuperó la atención pública cuando, en los años 1990, propuso su aplicación el movimiento antiglobalización, en especial la organización Attac, y de nuevo en los años 2000 con motivo de la crisis económica de 2008. James Tobin ha considerado que se ha abusado de su nombre y de su idea, dado que en su origen el impuesto solo tenía por objetivo frenar la volatilidad de los mercados cambiarios internacionales. En su nueva formulación se propone que su recaudación se destine a fines sociales o que tenga por objetivo el control de crisis financieras como la crisis de la deuda soberana europea. Desde 2011, se relanzó la reivindicación de este impuesto, tanto desde autoridades políticas y monetarias como diferentes discusiones en el seno de la Unión Europea, así como desde ciertas ONG como Oxfam, quien la rebautizó como Impuesto Robin Hood.
En 2001, después de las crisis económicas de los noventa en México, Rusia y el Sureste Asiático, James Tobin describió la tasa que ideó a comienzos de los años setenta:

Impuesto a las transacciones financieras en la Unión Europea (situación en 2012)
Países que apoyan la tasa
Países que se oponen a la tasa
Países indecisos
Países indecisos fuera de la eurozonaEn 2014 se acordó la entrada en vigor en 2016 de una Tasa Tobin en la Unión Europea bastante rebajada contando con la oposición de Reino Unido y Suecia.

El impuesto a las transacciones financieras fue ideado para amortiguar las fluctuaciones en los tipos de cambios. La idea es muy simple: se aplicaría, en cada cambio de una moneda en otra, un pequeño impuesto —digamos un 0,5 % del volumen de la transacción—. Esto disuade a los especuladores ya que muchos inversores invierten su dinero en moneda extranjera a muy corto plazo por lo que tendrían que pagar el impuesto muchas veces. Sin impuestos lo que ocurre cuando el dinero se retira inmediatamente es que los países deben aumentar de un modo drástico los intereses para que su moneda siga siendo atractiva a los flujos financieros. Pero el alto interés y la constante fluctuación son desastrosos para la economía nacional, como se ha demostrado con las crisis financieras de la década de 1990 en México, el Sureste asiático y Rusia. Con mi propuesta de impuesto a las transacciones financieras los países recuperarían cierto margen de maniobra para defender la economía nacional y sería por tanto una medida que limitaría el poder excesivo de los mercados financieros.

Antes de entrar en el detalle de este gravamen, conviene señalar la diferencia entre un impuesto y una tasa: los impuestos son una obligación de contribuir a un hecho imponible, y se abona sin contaprestación; mientras que las tasas son motivadas por actividades administrativas que otorgan beneficios o ventajas a quien las abona. La mal llamada tasa Tobin es formalmente un impuesto a la movilidad del capital.

## Concepto y definición

### La conceptualización de Tobin
El objetivo de James Tobin al desarrollar su idea de un impuesto sobre las transacciones de divisas era encontrar una vía para gestionar la volatilidad de tipo de cambio. En su visión, «los intercambios de tipo de cambio trasmiten alteraciones a los mercados financieros internacionales. Las economías nacionales y los gobiernos nacionales no son capaces de ajustar los movimientos masivos de fondos en los tipos de cambio extranjeros sin gran trabajo y un alto sacrificio de los objetivos de política económica nacional en relación al empleo, producto e inflación».
Tobin encontró dos soluciones a este asunto. La primera era desplazarse «hacia una divisa común, una política monetaria y fiscal común y la integración económica». La segunda era desplazarse «hacia una mayor segmentación financiera entre naciones y áreas monetarias, permitiendo a los bancos centrales y a los gobiernos una mayor autonomía en sus políticas destinadas a sus específicas instituciones económicas y objetivos». La solución preferida de Tobin era la anterior, pero no la encontraba políticamente viable de modo que abogó por la segunda opción: «por lo tanto recomiendo, lamentándome por ello, la segunda, y mi propuesta es introducir algún tipo de palo en las ruedas de nuestros excesivamente eficientes mercados internacionales de dinero».
El método de Tobin para introducir un «palo en las ruedas» fue sugerir un impuesto sobre todas las conversiones spot de una moneda en otra divisa, proporcional al tamaño de la transacción. En este sentido, afirmó:
Sería un impuesto [tax en el original] acordado de modo uniforme internacionalmente, administrada por cada gobierno en su propia jurisdicción. Gran Bretaña, por ejemplo, sería responsable por gravar todas las transacciones intra divisa en la divisa Europea de los bancos y brokers basados en Londres, incluso aunque la libra esterlina no participara. La recaudación del impuesto serían apropiadamente satisfecha al Fondo Monetario Internacional (FMI) o al Banco Mundial. El impuesto se aplicaría a todas las compras de instrumentos financieros denominados en otra divisa, desde divisa y moneda hasta títulos sobre activos. Debería aplicarse, creo, a todos los pagos en una divisa de bienes, servicios y activos reales vendidos por un residente de otra área monetaria. No pretendo añadir ni siquiera una mínima barrera al comercio. Pero no veo otro modo de evitar que las transacciones financieras se disfracen de comercio.
En el desarrollo de su idea, Tobin estuvo influido por el trabajo previo de John Maynard Keynes sobre la teoría general de los impuestos sobre transacciones financieras:
Soy un discípulo de Keynes, y él, en el famoso capítulo XII de la Teoría general del empleo, el interés y el dinero, ya había prescrito la idea de un impuesto sobre las transacciones, con el objeto de alinear a los inversores con sus acciones de un modo duradero. En 1971, yo transferí esta idea a los mercados cambiarios.
El concepto de Keynes deriva de su observación en 1936, cuando propuso que un impuesto sobres las transacciones financieras fuera impuesta a las operaciones de Wall Street, donde argumentó que la excesiva especulación de traders financieros sin información aumentaba la volatilidad de los mercados.

### Variaciones de la idea del impuesto sobre las transacciones financieras (ITF)

#### La tasa Spahn
De acuerdo a Paul Bernd Spahn en 1995, el "análisis ha mostrado que la 'tasa Tobin' tal y como fue propuesta originalmente no es viable y debería dejarse de lado". Más allá, añadió:

"... es virtualmente imposible distinguir entre el trading normal y el trading especulativo. Si la tasa es aplicada de modo generalizado con tipos altos, afectará negativamente y de modo severo a las operaciones financieras, especialmente si los derivados también son tasados. Un tipo impositivo menor reduciría el impacto negativo en los mercados financieros, pero no mitigaría la especulación de un tipo de cambio que excediera del margen impositivo".

Spahn sugirió una alternativa, que incluiría

"... una estructura de tipo en dos tramos formada por una tasa sobre las transacciones financieras baja, más un sobrecargo a tipos prohibitivos sobre la "repetición". Esta última sería latente durante tiempos de actividad financiera normal, y se activaría solo en caso de ataques especulativos. El mecanismo que permite la identificación de trading fuera de lo normal en los mercados financieros mundiales haría referencia a un "crawling peg" con una banda apropiada para el tipo de cambio. El tipo de cambio se movería libremente dentro de esta banda sin tasarse las transacciones. Solo las transacciones realizadas a un tipo de cambio fuera de ese rango permitido serían sujetas a tasación. Esto induciría automáticamente un comportamiento estabilizador de parte de los participantes en el mercado".

#### Derechos Especiales de Giro
El 19 de septiembre de 2001, el inversor George Soros avanzó la propuesta de unos Derechos Especiales de Giro (DEG) que los países ricos comprometerían al objeto de proveer con asistencia internacional, sin necesariamente desestimar la idea de la tasa Tobin. Afirmó: "creo que se da el caso para una tasa Tobin... [pero] no está nada claro que una tasa Tobin fuera a reducir la volatilidad en los mercados de cambio. Es cierto que desincentivaría la especulación de divisas pero también reduciría la liquidez del mercado".

### Alcance del concepto de Tobin
El término "tasa Tobin" se ha utilizado con frecuencia de modo intercambiable tanto para denominar un impuesto sobre las transacciones sobre divisas en el sentido de la idea original de Tobin, como para hacer referencia a diferentes formas de una más general de impuestos sobre las transacciones financieras. En ambos casos, las diferentes ideas propuestas han incluido tanto conceptos nacionales como multinacionales.
Un ejemplo de esta asociación con un impuesto específico sobre transacciones con divisas se muestra en este ejemplo de 2001:
"El concepto de una tasa Tobin ha experimentado un resurgir en las discusiones destinadas a reformar el sistema financiero internacional. Además de diferentes iniciativas legislativas nacionales a favor de una tasa Tobin en los parlamentos nacionales, otras vías para introducir una tasa Tobin sobre las transacciones de divisas (TTD) están siendo examinadas por Naciones Unidas".
Un ejemplo de su asociación con un impuesto sobre las transacciones financieras en general se muestra en este otro ejemplo de 2009:
"Los líderes de la Unión Europea han urgido al Fondo Monetario Internacional (FMI) el viernes a considerar un impuesto global sobre las transacciones financieras en contra de la oposición a esta idea de EEUU y del propio FMI. En un comunicado emitido tras un encuentro de dos días, los 27 líderes de la EU no llegaron a lanzar un llamamiento formal para la introducción de la llamada "tasa Tobin" pero expresaron claramente que la veían como un instrumento potencialmente útil para aumentar los ingresos".

## Idea original y propuesta del movimiento antiglobalización
El concepto específico de Tobin de una «impuesto sobre las transacciones financieras» de 1972 se mantuvo dormido durante más de 20 años, pero volvió a la vida con la llegada de la crisis financiera asiática de 1997. En diciembre de 1997, Ignacio Ramonet, editor de Le Monde diplomatique, recuperó el debate en torno a la tasa Tobin con un editorial titulado Disarming the markets. Ramonet proponía la creación de una asociación para la introducción de este impuesto, que fue llamada Attac (Asociación por la Tributación de las Transacciones Financieras y la Acción Ciudadana). El impuesto se convirtió entonces en un asunto clave del movimiento por la justifica global o antiglobalización y un objeto de discusión no solo entre las instituciones académicas sino incluso en las calles y parlamentos de Reino Unido, Francia y alrededor del mundo.
En una entrevista, concedida a la red de radios independientes italiana Radio Popolare en julio de 2001, James Tobin se distanció del movimiento antiglobalización. «Existen agencias y grupos en Europa que han utilizado la 'tasa Tobin' como un elemento para campañas más amplias, con razones que van más allá de mi propuesta. Mi propuesta fue realizada ha sido convertida en una suerte de pieza clave del programa antiglobalización». La entrevista de James Tobin con Radio Popolare fue citada por el ministro de Exteriores italiano de la época y por el antiguo director de la OMC Renato Ruggiero durante un debate parlamentario tras la reunión del G8 en Génova. Posteriormente, James Tobin se distanció del propio movimiento antiglobalización, y siguió afirmando la validez de su propuesta:

No tengo absolutamente nada en común con esos rebeldes antiglobalización. Por supuesto estoy agradecido, pero el aplauso más grande viene del lugar equivocado. Mira, soy un economista, y como la mayor parte de los economistas apoyo el libre comercio. Más allá, estoy en favor del Fondo Monetario Internacional, el Banco Mundial, la Organización Mundial del Comercio. Han secuestrado mi nombre. [...] la tasa sobre las transacciones en divisa extranjera fue diseñada para reducir y atemperar las fluctuaciones de tipo de cambio.

Tobin observó que, mientras que su propuesta original solo tenía por objetivo "poner un freno en el tráfico de divisas extranjeras", el movimiento antiglobalización ha puesto el hincapié en "el ingreso de los impuestos con el que quieren financiar sus proyectos para mejorar el mundo". El economista no se declaró contrario al uso de la recaudación del impuesto, pero llamó la atención sobre que ese no era el aspecto más importante del impuesto.
Attac y otras organizaciones han reconocido que aunque todavía consideran la idea original de Tobin como primoridal, piensan que el impuesto podría generar fondos para las necesidades de desarrollo del Sur (como los Objetivos de Desarrollo del Milenio), y permitir a los gobiernos, y por lo tanto a los ciudadanos, reclamar parte del espacio democrático concedido a los mercados financieros.
En marzo de 2002, el profesor Willem Buiter de la London School of Economics, quien estudió bajo la tutela de James Tobin, escribió un encendido obituario del hombre, que también remarcó que "esta [tasa Tobin]... ha sido en años recientes adoptada por algunos de los más determinados enemigos de la liberalización del comercio, de la globalización y de la sociedad abierta". Buiter añadió que "la propuesta para usar la tasa Tobin como un medio de aumentar los ingresos para la asistencia al desarrollo fue rechazada por Tobin, y forzadosamente repudió el mantra antiglobalización de la masa de Seattle". En septiembre de 2009, Buiter también escribió en Financial Times que "Tobin fue un genio... pero probablemente la tasa Tobin fue su idea más rídicula".

## Propuestas ITF e implementaciones en el mundo
Se asumió originalmente que el impuesto sobre las transacciones financieras requeriría una implementación internacional, dado que para un país actuando solo sería muy difícil implementar. Desde entonces, muchos han argumentado que sería mejor implementarla por una institución internacional. Se ha propuesto que fuera Naciones Unidas quien gestionara la tasa Tobin, resolviendo esta cuestión y dando al mismo tiempo a la ONU una importante fuente de fondos independiente de las donaciones de los Estados miembros. No obstante, también han existido iniciativas sugiriendo la posibilidad de dotar al impuesto de una dimensión nacional.
Aunque encontró algo de apoyo en países con movimientos políticos de izquierda importantes como Francia y Latinoamérica, la propuesta de tasa Tobin sufrió importantes críticas tanto de economistas como de gobiernos, especialmente aquellos con mercados liberales y un importante sector bancario internacional, quienes afirmaron que sería imposible implementar el impuesto porque desestabilizaría los mercados de divisas extranjeras.
La mayor parte de las implementaciones prácticas de la tasa Tobin, tanto en la forma de un impuesto sobre las transacciones de divisas específico o un más general impuesto sobre las transacciones financieras ha tenido lugar a nivel nacional. En julio de 2006, el analista Marion G. Wrobel examinó las experiencias internacional de varios países con impuestos sobre las transacciones financieras.

### Experiencia en Suecia con los impuestos sobre las transacciones financieras
El trabajo de Wrobel llamó la atención sobre la experiencia de Suecia con diferentes impuestos sobre las transacciones financieras. En enero de 1984, Suecia introdujo un impuesto del 0,5 % sobre la compra o venta de un activo de capital. De modo que una transacción de ida y vuelta (compra y venta) resultaría en un gravamen del 1 %. En julio de 1986 el tipo fue doblado. En enero de 1989, un impuesto considerablemente más baja del 0,002 % sobre los activos de renta fija fue introducida para todos los valores con madurez superior a los 90 días o inferior. Para los bonos con un vencimiento de cinco años o superior, el impuesto era del 0,003 %.
La recaudación de estos impuestos no fueron buenos. Por ejemplo, se preveía inicialmente que los ingresos del impuesto sobre los valores de renta fija fueran de 1500 millones de coronas suecas al año. En realidad, no superaron los 80 millones de coronas suecas ningún año y la media estuvo cerca de los 50 millones. Además, al caer los volúmenes negociados imponibles, la recaudación de los impuestos sobre las ganancias del capital también cayeron, eliminando por completo el efecto recaudador positivo del impuesto sobre las transacciones de capital.
El día que el impuesto fue anunciado, los precios de las acciones cayeron un 2,2 %. Pero existió filtración de información antes del anuncio, lo que explicaría la caída del 5,35 % en el precio durante los 30 días anteriores al anuncio. Cuando el impuesto fue doblado, los precios volvieron a caer otro 1 %. Estas caídas estuvieron en línea con el valore capitalizado de los pagos impositivos futuros que se esperaban de las operaciones. Así, se percibió que los impuestos sobre los valores de renta fija solo sirvieron para incrementar el coste del endeudamiento público, dando otro argumento contra el impuesto.
Incluso aunque el impuesto sobre los valores de renta fija fue mucho más baja que sobre el capital, el impacto en la negociación de mercado fue más dramático. Durante la primera semana del impuesto, el volumen de negociación de bonos cayó un 85 %, incluso aunque el tipo del impuesto para el bono a cinco años fuera de tan solo el 0,003 %. El volumen de la negociación de futuros cayó un 98 % y el mercado de opciones desapareció. El 15 de abril de 1990, se abolió el impuesto sobre los activos de renta fija. En enero de 1991, los tipos de los demás impuestos fueron recortados a la mitad y al final de ese año fueron abolidos completamente. Una vez que los impuestos fueron eliminados, los volúmenes de negociación volvieron y crecieron sustancialmente durante los años noventa.[cita requerida]

### La experiencia de Reino Unido con el impuesto sobre transacciones de valores (Stamp Duty)
Un tipo de impuesto sobre las transacciones financieras (tax en el original) es la Stamp Duty Reserve Tax (SDRT) y el impuesto de sello. Los impuestos de sello fueron introducidos como un impuesto ad valorem sobre la compra de acciones en 1808, precediendo en cerca de 150 años la tasa Tobin sobre las transacciones en divisas. En 1963 se introdujeron modificaciones. Ese año, el tipo de la UK Stamp Duty era del 2 %, fluctuando entre 1 % y 2 % a partir de entonces, hasta que un proceso de reducción gradual comenzó en 1984, cuando el tipo fue reducido a la mitad, primero del 2 % al 1 %, y de nuevo en 1986 del 1 % al nivel actual del 0,5 %.
Los cambios en los tipos del impuesto de sello en 1974, 1984 y 1986 facilitaron a los investigadores con "experimentos naturales", permitiéndoles medir el impacto del impuesto sobre las transacciones en los volúmenes negociados en el mercado, en la volatilidad, en los rendimientos y en las valoraciones de los valores de la Bolsa de Londres. Jackson y O'Donnel (1985), utilizando datos para el Reino Unido trimestrales, encontraron que una reducción de un 1 % en la Stamp Duty en abril de 1984 del 2 % al 1 % condujo a un "incremento dramático del 70 % en el volumen de valores". Analizando los tres cambios en los tipos de la Stamp Duty, Saporta y Kan (1997) encontraron que los anuncios de incremento (o reducción) del tipo del impuesto fueron seguidos por rendimientos negativos (o positivos), pero incluso aunque estos resultados fueron estadísticamente significativos, podrían estar influidos por otros factores, dado que los anuncios fueron realizados en "día de presupuesto". Bond et al. (2005) confirmaron los hallazgos de los anteriores estudios, señalando además que el impacto del anuncio del recorte del tipo de impuesto fue más beneficioso (aumentando el valor de mercado más significativamente) en caso de las empresas más grandes, que disponían de mayores volúmenes, y estaban por lo tanto más afectadas por el impuesto sobre las transacciones que los valores de empresas más pequeñas y, por tanto, menos frecuentemente negociados.

### Propuestas internacionales
En 1996, el Programa de Naciones Unidas para el Desarrollo patrocinó un estudio comprensivo sobre la viabilidad y el análisis coste beneficio de la tasa Tobin.

#### Propuesta europea para la "primeratasa Euro" (formalmente, un impuesto)
A finales de 2001, una tipo de tasa Tobin fue adoptada por la Asamblea Nacional de Francia. Sin embargo, fue depuesta en marzo de 2002 por el Senado francés.
El 15 de junio de 2004, la Comisión de Finanzas y Presupuestos del Parlamento Federal de Bélgica aprobó una ley implementando una tasa Spahn. De acuerdo a esta normativa, Bélgica introduciría una tasa Tobin una vez que todos los países de la eurozona introdujeran una ley similar. En julio de 2005, el antiguo canciller austríaco Wolfgang Schüssel hizo un llamamiento para aprobar una tasa Tobin de la Unión Europea que basa la estructura financiera de las comunidades de modo más estable e independiente. No obstante, la propuesta fue rechazada por la Comisión Europea.
El 23 de noviembre de 2009, el Presidente del Consejo Europeo, Herman Van Rompuy, tras atender una reunión del Grupo Bilderberg, argumentó a favor de una versión europea de la tasa Tobin. Este impuesto se aplicaría más allá de las puras transacciones financieras: "todas las compras y el petróleo serían gravadas". En contra se pronunció su hermana, Christine Van Rompuy, quien dijo, "cualquier nuevo impuesto afectará directamente a los pobres".
El 29 de junio de 2011, la Comisión Europea realizó un llamamiento para aplicar impuestos similares a la tasa Tobin al sistema financiero europeo para genera ingresos directos desde 2014. Al mismo tiempo, sugirió la reducción de los impuestos existentes de los 27 Estados miembros. El 28 de septiembre de 2011 la Comisión Europea aprobó un proyecto de directiva con el fin de establecer un impuesto sobre la mayoría de las transacciones financieras realizadas en la Unión Europea. La iniciativa partió de la Comisión con el apoyo de Alemania, Francia y España, entre otros, y el rechazo expreso de Londres.
A raíz de la crisis del euro se ha considerado la creación de un impuesto a las transacciones financieras que podría alejar la volatilidad de los mercados, disminuir las inversiones meramente especulativas y generar beneficios de unos 55 000 millones de euros anuales permitiendo disminuir además las aportaciones de los países a la Unión Europea.
El 9 de octubre de 2012, 11 países de la Unión Europea (Alemania, Francia, Portugal, Grecia, Eslovenia, Bélgica, Austria, España,  Italia, Estonia y Eslovaquia) acordaron avanzar en la creación de una TTF mediante una cooperación reforzada para evitar el veto de países como Reino Unido. La propuesta de Bruselas gravaría con un 0,1 % las compraventes de acciones y bonos y con un 0,01 % las de derivados. Si se implantara en toda la Unión Europea generaría unos ingresos de 55 000 millones de Euros. La propuesta deberá discutirse en la reunión de ministros de Economía del 12 de noviembre.

#### Apoyo en algunos estados del G20
El primer país del grupo del G20 en aceptar formalmente la tasa Tobin fue Canadá. El 23 de marzo de 1999, la Cámara de los Comunes de Canadá aprobó una resolución instando a su Gobierno a "poner en marcha un impuesto sobre las transacciones financieras en concierto con la comunidad internacional." No obstante, diez años más tarde, en noviembre de 2009, durante el encuentro de ministros de finanzas del G20 en Escocia, el representante del gobierno de minoría de Canadá se expresó abiertamente en contra de la resolución de su Cámara de los Comunes.
En septiembre de 2009, el presidente francés Nicolas Sarkozy relanzó el asunto de la tasa Tobin de nuevo, sugiriendo su adopción por el G20. El 7 de noviembre de 2009, el primer ministro británico Gordon Brown afirmó que el G20 debería considerar un impuesto sobre la especulación, aunque no especificó si esta debería ser solo sobre la negociación de divisas. La BBC informó que existía una respuesta negativa por parte del G20. El 11 de diciembre de 2009, los líderes de la Unión Europea expresaron un apoyo amplio para una tasa Tobin en un comunicado enviado al Fondo Monetario Internacional.

#### La viabilidad de la implantación gradual de una TTF, comenzando con unos pocos estados europeos
John Dillon sostiene que no es necesario disponer del acuerdo unánime sobre la viabilidad de una TTF internacional antes de avanzar. Propone su introducción gradual, comenzando seguramente en Europa donde el apoyo a la misma es mayor. El primer paso podría incluir un impuesto sobre los instrumentos financieros en unos pocos países. Stephan Schulmeister del Austrian Institute for Economic Re-search ha sugerido que inicialmente Gran Bretaña y Alemania podrían implementar el impuesto en un amplio conjunto de instrumentos financieros dado que el 97 % de todas las transacciones sobre divisas en la Unión Europea tiene lugar en estos dos países.